# فوتبال در تونس
فوتبال پرطرفدارترین ورزش در تونس است. نهاد اداره‌کننده این ورزش فدراسیون فوتبال تونس است. فوتبال در ابتدا توسط مهاجران ایتالیایی به این کشور معرفی شد.

## تیم ملی
تونس شش مرتبه به رقابت‌های نهایی جام جهانی فوتبال (۱۹۷۸، ۱۹۹۸، ۲۰۰۲، ۲۰۰۶، ۲۰۱۸ و ۲۰۲۲) و همینطور سیزده بار به جام ملت‌های آفریقا راه یافته و یک بار در آفریقا (۲۰۰۴) قهرمان شده‌است.